# VL82型电力机车
VL82型电力机车（俄语：ВЛ82），是苏联诺沃切尔卡斯克电力机车厂为苏联铁路设计制造的一种双电流制干线电力机车，适用于供电制式为1500伏直流电和25千伏工频单相交流电的电气化铁路，在1966年至1979年共制造了91台。
VL82型电力机车是在VL80K型基础上研制的双电流制电力机车，两者机械结构基本相同。为满足双电流制的需要，VL82型机车采用了硅整流器整流、电阻调压的主电路结构，在直流供电模式下机车直接从接触网获得直流电，经过电阻调压后供给牵引电动机；而在交流供电模式下，交流电源先后通过主变压器降压、硅整流器整流、电阻调压，最后供给牵引电动机。

## 参看
- VL80型电力机车
- ChS5型电力机车